# Regierung Vladimír Mečiar III
Die Regierung Vladimír Mečiar III amtierte als Regierung der Slowakei vom 13. Dezember 1994 bis 30. Oktober 1998 unter Ministerpräsident Vladimír Mečiar. Das Kabinett setzte sich aus der HZDS, ZRS und der SNS zusammen.

## Koalitionsparteien
| Partei | Partei | Partei                                                                           | Ausrichtung                    | Wähleranteil | Abgeordnete | Parteichef      |
| ------ | ------ | -------------------------------------------------------------------------------- | ------------------------------ | ------------ | ----------- | --------------- |
|        |        | Hnutie za demokratické Slovensko (HZDS) Bewegung für eine demokratische Slowakei | Populisten, Linksnationalisten | 35,0 %       | 61 von 150  | Vladimír Mečiar |
|        |        | Združenie robotníkov Slovenska (ZRS) Arbeiterassoziation der Slowakei            | Linkspopulisten, Sozialisten   | 7,3 %        | 13 von 150  | Ján Lupták      |
|        |        | Slovenská národná strana (SNS) Slowakische Nationalpartei                        | Rechtsextreme, Protektionisten | 5,4 %        | 9 von 150   | Ján Slota       |

## Quelle
- Milan S. Ďurica: Dejiny Slovenska a Slovákov v časovej následnosti faktov dvoch tisícročí (Geschichte der Slowakei und der Slowaken in zeitlicher Abfolge der Fakten von zwei Jahrtausenden). Lúč, Bratislava 2007, ISBN 978-80-7114-610-0.
- Hannes Hofbauer, David X. Noack: Slowakei: Der mühsame Weg nach Westen. Promedia Verlag, Wien 2012, ISBN 978-3-85371-349-5.